# Akzise

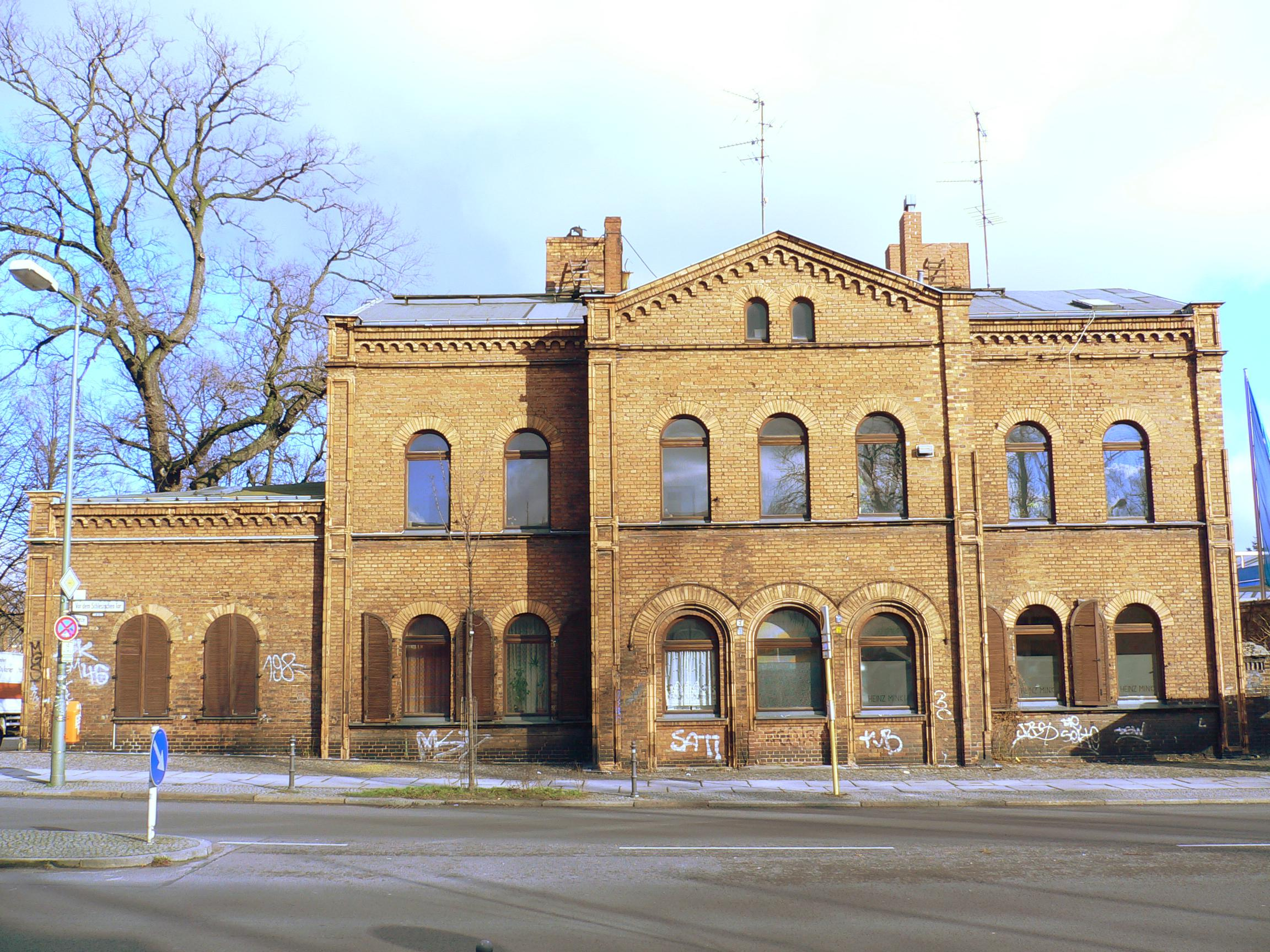
Das ehemalige Steuerhaus der Wasserbauinspektion in Berlin-Kreuzberg diente der Einnahme der Akzise

Die Akzise, auch Accise (französisch) oder Accis (lateinisch), war eine indirekte Steuer, in der Regel eine Verbrauchssteuer beziehungsweise ein Binnenzoll. Akzisen wurden auf Grundnahrungsmittel (zum Beispiel Roggen, Weizen, Hopfen oder anderes Getreide beziehungsweise Mehl), auf Lebensmittel (Zucker, Salz, Fett, Fleisch), Genussmittel (Tabak, Kaffee, Tee, Bier, Sekt), auf Vieh oder auf den sonstigen Verbrauch erhoben.
Zur Kontrolle und Verhinderung von Steuerhinterziehung wurden oftmals so genannte Akzisenmauern gebaut, oder ehemals militärischen Zwecken dienende Stadtmauern umfunktioniert. Da die dort erhobenen Steuern unbeliebt waren, erklärt sich daraus teilweise, warum – aus heutiger Sicht denkmalschützerisch unverständlich – die Stadtmauern und ihre dazugehörigen Tore oftmals kurz nach Abschaffung der Akzise beinahe restlos beseitigt wurden.

## Geschichte
Die Erhebung von Akzisen ist seit dem 11. Jahrhundert in Spanien (1001) und Venedig und dem 13. Jahrhundert im Deutschen Reich (Köln 1206) bezeugt. Im 17. Jahrhundert – nach dem Dreißigjährigen Krieg – wurde die ursprünglich städtische Steuer auch in den Ländern bedeutsam; in der Oberlausitz z. B. wurde die Generalkonsumtionsakzise zwischen 1705 und 1833 eingezogen.
Akziseeinnehmer waren Steuer-(Unter)Beamte (Torschreiber), die die Akzisen direkt am Stadttor erhoben. In vielen älteren Stadtverfassungen waren für die Erhebung oder Aufsicht der Erhebung die Akzise- bzw. Ziesemeister von Amts wegen zuständig. Dabei konnte es sich auch um Personen handeln, die das Recht zur Eintreibung der Steuern von der Stadt gepachtet hatten; ihre Wahl fand traditionell am Petritag (22. Februar) „bei brennender Kerze“ statt. Diese Art der Eintreibung barg eine hohe Missbrauchsgefahr und war daher bei der Bevölkerung besonders verhasst. Auch von zeitgenössischen Experten wurde sie immer wieder kritisiert.
Unter Friedrich Wilhelm I. wurde die Akzise in Preußen auch zum Schutzzoll, indem sie auf ausländische Waren, vor allem Getränke, Kolonial- und Manufakturwaren, erhoben und bei der Torkontrolle eingetrieben wurde. Im Zuge dessen wurde die Akzisemauer errichtet.
Im Feudalismus, in dem bevorrechtigte Stände sich gegen die Auferlegung direkter Belastungen mit Erfolg wehren konnten (Steuerprivilegien), spielten Verbrauchsteuern und Zölle eine wesentliche Rolle bei der Umgehung der Widerstände dagegen. Dies kam besonders beim sogenannten Akzisenstreit des 17. und 18. Jahrhunderts zum Ausdruck. Nachdem die Steuerprivilegien bei den direkten Steuern in der zweiten Hälfte des 19. Jahrhunderts mehr und mehr abgebaut wurden, wandelte sich die Beurteilung der Verbrauchsteuern.
Auch der Ort oder das Gebäude, in dem diese Abgaben erhoben wurden, konnte als Akzise bezeichnet sein (z. B. „Alte Akzise“ in Hamburg-Horn). In manchen Städten bildete sich ein typisches Gebäudeensemble heraus, das aus je einem kleinen Haus zu beiden Seiten des Stadttores bestand, so beispielsweise das Ratinger Tor in Düsseldorf und die Gebäude des heutigen Museums für Photographie in Braunschweig.